# Angostura (S-43)
Pour les articles homonymes, voir Angostura.
Le Angostura (pennant number : S-43) est un sous-marin de la marine brésilienne de classe Riachuelo, dérivée de la classe Scorpène. Il est fabriqué au Brésil et en cours de développement par la marine brésilienne. Son lancement est prévu pour l’année 2022.
Les navires de la classe Riachuelo sont plus grands en longueur, en tonnage et en capacité de charge que les navires français originaux. La version brésilienne a 71,62 mètres de long et 1 870 tonnes de déplacement, contre 66,4 mètres et 1 717 tonnes pour les Scorpène.

## Historique
La livraison du premier sous-marin de la nouvelle classe Riachuelo, le Riachuelo, était initialement prévue pour l’année 2015 par la marine brésilienne. Cependant, après quelques reports, le Riachuelo a été lancé en décembre 2018 afin de commencer sa phase d’essais, qui durera deux ans, puis d’être mis en service.
Le Angostura, quatrième et dernier navire de la classe, devrait être lancé en 2022.
Les autres sous-marins de la classe Riachuelo, outre le Riachuelo (S-40) déjà prêt, sont le Humaitá (S-41) et le Tonelero (S-42).

## Nom
Le Angostura est le deuxième navire de la marine brésilienne à recevoir ce nom. Le premier fut la corvette Angostura (1955 - 2004).

## Sous-marin nucléaire
La classe Riachuelo a été développée comme une phase intermédiaire pour la préparation du SN Álvaro Alberto (SN-10), le premier sous-marin à propulsion nucléaire de l’hémisphère sud, technologie qui est désormais maîtrisée par la marine brésilienne. Elle sera la septième marine au monde à mettre en œuvre ce type de navire.